# Bad Bevensen

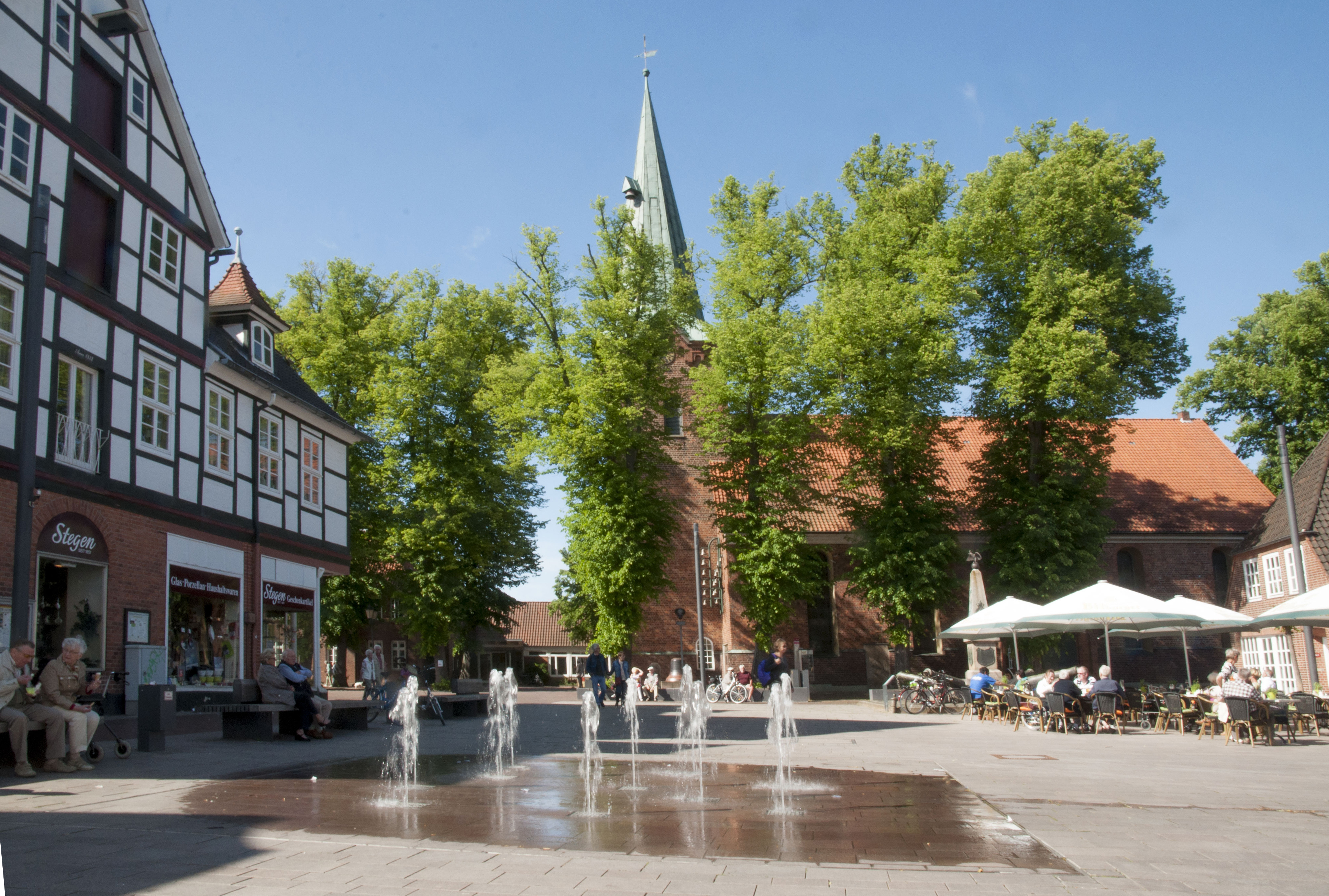
Der Marktplatz in Bad Bevensen mit Blick auf die Dreikönigskirche

Bad Bevensen (bis 1976 Bevensen, niederdeutsch Bämsen) ist eine Kleinstadt und ein Kurort nördlich der Hansestadt Uelzen in Niedersachsen. Die Stadt Bad Bevensen ist Mitgliedsgemeinde und Sitz der Samtgemeinde Bevensen-Ebstorf und gehört zum Landkreis Uelzen.

## Geografie

### Lage
Bad Bevensen liegt im Osten der Lüneburger Heide beidseits des Flusses Ilmenau. Östlich der Stadt verläuft der Elbe-Seitenkanal.

### Stadtgliederung
Die Stadt Bad Bevensen gliedert sich in die Kernstadt sowie die Stadtteile Gollern, Groß Hesebeck, Jastorf (namengebend für die eisenzeitliche Jastorf-Kultur), Klein Bünstorf, Klein Hesebeck, Medingen, Röbbel, Sasendorf und Seedorf.

## Geschichte

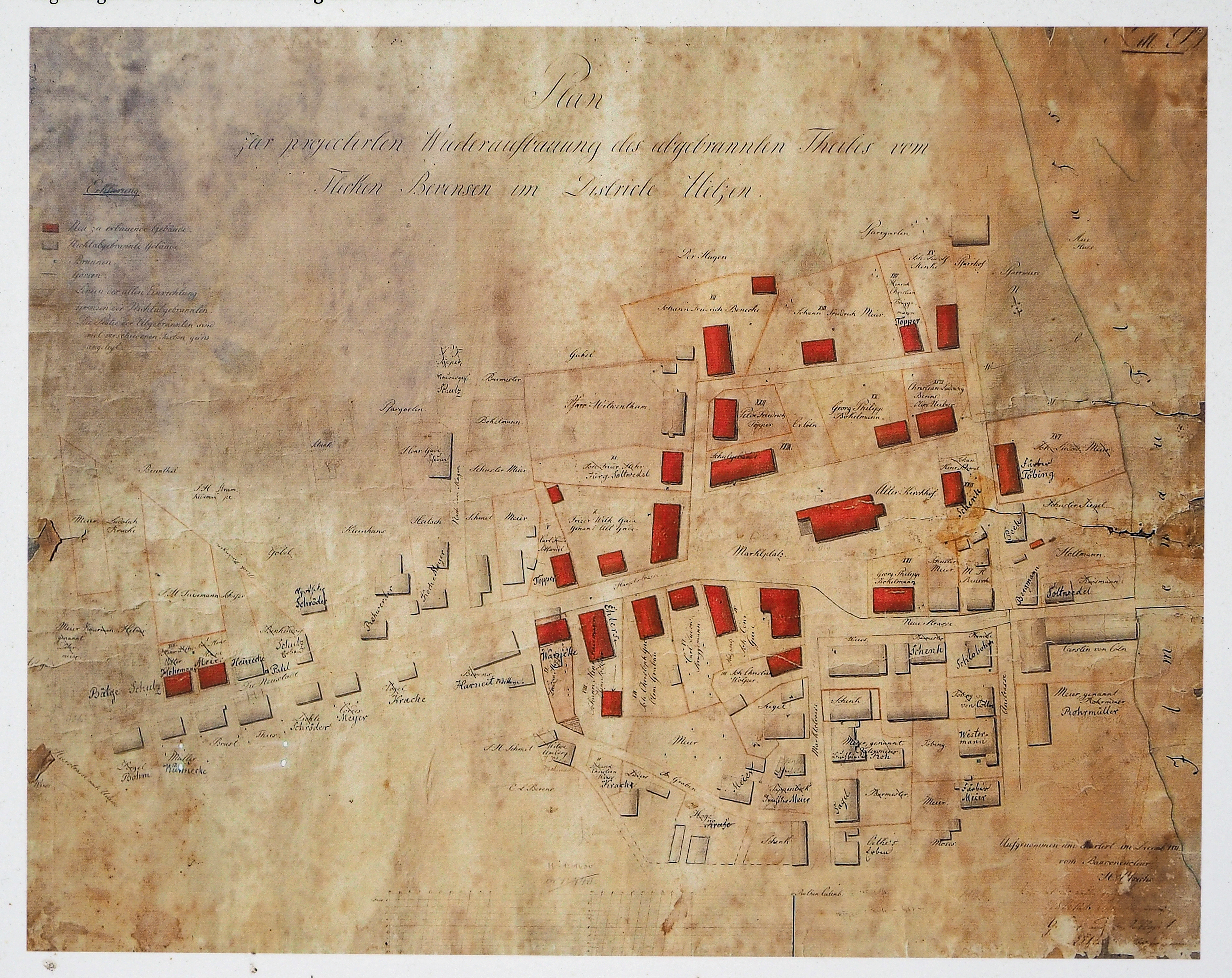
Wiederaufbauplan 1811

Auf eine frühe Besiedlung der Gegend weist ein Hügelgräberfeld bei Klein Bünstorf aus der älteren und mittleren Bronzezeit zwischen 1500 und 600 v. Chr. hin, dessen 59 Grabhügel sich in der „Flur Kleinkiebitzmoor“ befinden.
siehe Buckelgräberfeld von Bad Bevensen
In der Nähe wurden auf der Uferterrasse der Ilmenau die eisenzeitlichen Hausgrundrisse von Klein Bünstorf entdeckt und ausgegraben. Der Bronzeeimer von Sasendorf datiert auf die römische Kaiserzeit.
Die Stadt soll bereits seit 763 als Rastplatz fahrender Händler bekannt sein. Für das Jahr 830 ist eine Holzkirche mit Zugehörigkeit zum Erzdiakonat in Verden (Aller) überliefert. 1162 wird ein Werendagus de Bevenhusen, möglicherweise ein Ministeriale, in einer Urkunde Heinrich des Löwen als Zeuge aufgeführt. Zeitweise soll eine in dem Flecken gelegene Burg als Festung gegen die Slawen gedient haben. Diese wird nur ein einziges Mal in der historischen Überlieferung erwähnt, als im Jahr 1380 der Knappe Hermann von Spörcken der Stadt Lüneburg die Burg Bevensen mit Gebäuden und Bergfrieden (Plural!) übergab. Im Gegenzug erhielt er eine lebenslange Anstellung, 200 Mark und ein Wohnhaus in Lüneburg. Die Burg ist nicht sicher lokalisiert.
Im Jahr 1220 wurde die Bevenser Gilde als Schutzgilde und Bürgerwehr gegründet und besteht, mit kurzer Unterbrechung der öffentlichen Tätigkeit während der Besatzungszeit aber Weiterführung der Aktivitäten im Geheimen, als Schießsportverein bis heute fort. Sie ist somit einer der Vereine mit der längsten Historie weltweit.
Aus den Suderburger Kirchenrechnungen: Am Donnerstag vor Laetare, es war der 14. März 1588, wurde in der Suderburger Kirche eingebrochen, Geld und Kelche gestohlen. Die Einbrecher fasste man. Der eine wurde vor dem Kloster Ebstorf und der andere vor Bevensen mit dem Rad vom Leben in den Tod gebracht.
Ein Großfeuer suchte am 31. August 1762 die Gemeinde Jastorf bei Bevensen heim. Der größte Teil des Ortes, nämlich 37 Gebäude, wurde innerhalb von zwei Stunden in Asche gelegt.
Am Dienstag, dem 5. November 1811 (es war die Franzosenzeit), brach in einem kleinen mit Stroh gedeckten Haus (heute ein Gartendreieck am Bäckergang 6) ein Feuer aus. Wahrscheinliche Ursache war ein Licht, das Flachs, der in dem Haus lagerte und bearbeitet wurde, in Brand setzte. Das Feuer breitete sich rasch auf die benachbarten, ebenfalls mit Stroh gedeckten Häuser, aus. Insgesamt wurden 25 Wohnhäuser und 22 Nebengebäude vernichtet. Auch die Kirche und der Turm sowie die beiden Schulhäuser (das Gemeindehaus) brannten nieder. Am 25. November 1811 wurde auf Antrag des Cantons- und Stadt-Maire Koch (an der Spitze der Kantone und Städte stand nach französischem Vorbild ein – auch im deutschsprachigen Umgang so bezeichneter – „Maire“) die Vorarbeiten für den Wiederaufbau beschlossen. Distrikt-Baumeister Mithof (Carl Friedrich Wilhelm Mithoff?) und Bauconducteur H. Ulrichs arbeiteten die Pläne aus. Ziegelbedachung und Schornsteine wurden vorgeschrieben. Breite, gerade verlaufende Wege wurden geplant. Einsprüche Bevenser Bürger, die für die Straßen Eigentum abtreten mussten, schriftlich an König Jérôme Bonaparte, den jüngsten Bruder Napoléon Bonapartes, gerichtet, wurden abgewiesen. Von den breiten Straßen und Wegen profitiert Bad Bevensen noch heute.
Im Jahre 1847 erhielt Bevensen einen Bahnhof an der Bahnstrecke Lehrte–Harburg.
Im Jahr 1871 reiste Kaiser Wilhelm I. über Bevensen zu seinem Jagdrevier im Staatsforst Göhrde. Da in Göhrde kein Bahnanschluss existierte, nahm der Kaiser den Zug bis Bevensen und stieg dann in eine Kutsche um. Noch heute wird dieses Ereignis in Bad Bevensen nachgespielt.
Auch Kaiser Wilhelm II. fuhr zur Jagd über Bevensen. Dieser hatte jedoch einen persönlicheren Kontakt zur Stadt. Manchmal ließ er seine Kutsche zum Haus am Markt 13 (heute Lüneburger Straße 1) fahren, bevor er über die Brückenstraße und Göhrdestraße zur Jagd weiterfuhr. Dort wohnte der Gastwirt Theodor Meyer, der dem Kaiser in seiner Jugend das Schwimmen beigebracht haben soll. Der Kaiser schenkte ihm später aus Dank ein Bild mit Widmung, welches noch bis Kriegsende in der Gastwirtschaft gehangen haben soll. Aus dieser Zeit stammt auch das 1910 errichtete Auguste-Victoria-Heim, welches für an Tuberkulose erkrankte Kinder als Lungenheilanstalt errichtet wurde und den Namen der damaligen Kaiserin Auguste Viktoria trägt.
Seit 1929 besitzt Bevensen die Stadtrechte, im selben Jahr wurde Bevensen anerkannter Luftkurort.

Herz- und Gefäßzentrum Bad Bevensen

Die Quelle des Heilbades wurde 1964 bei Erdölbohrungen gefunden und an die Stadt verkauft. Seit dem 12. Mai 1976 trägt die Stadt nach der staatlichen Anerkennung als Mineralheilbad das „Bad“ im Namen und hat sich als Kurstadt weiterentwickelt. 1975 wurde ein Kurhaus direkt neben der Jod-Sole-Therme errichtet. Nach dem Abriss 2014 wurde 2016 ein neues Kurhaus mit großem  Kursaal und Bühne eröffnet. Zahlreiche Kliniken und Gesundheitseinrichtungen haben sich angesiedelt und bieten auf ihren Fachgebieten ein für die ländliche Struktur spezialisiertes Angebot. Zu nennen sind neben der Jod-Sole-Therme Bad Bevensen das Herz- und Gefäßzentrum Bad Bevensen (HGZ) mit Akut-Klinik und Reha-Zentrum, die Diana-Kliniken 1, 2 und 3 mit den Schwerpunkten Geriatrie, Orthopädie, Neurologie und Psychosomatik, die Caduceus-Klinik mit den Schwerpunkten Psychosomatische Medizin und Psychotherapie sowie die Klinik Lüneburger Heide mit den Schwerpunkten ADHS und Essstörungen.

Der Kurpark
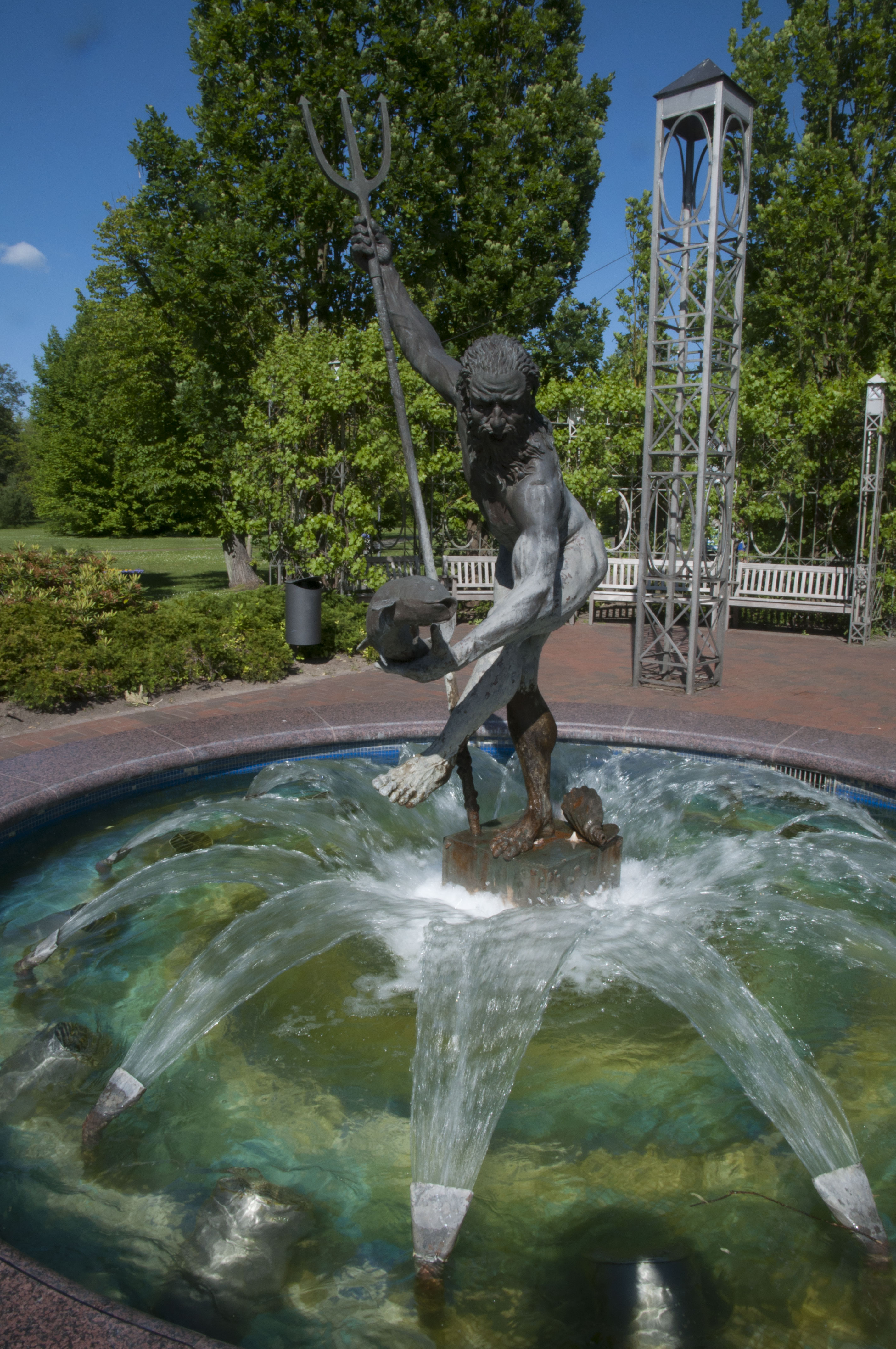
Der Neptun-Brunnen von Bernd Maro im Kurpark von Bad Bevensen
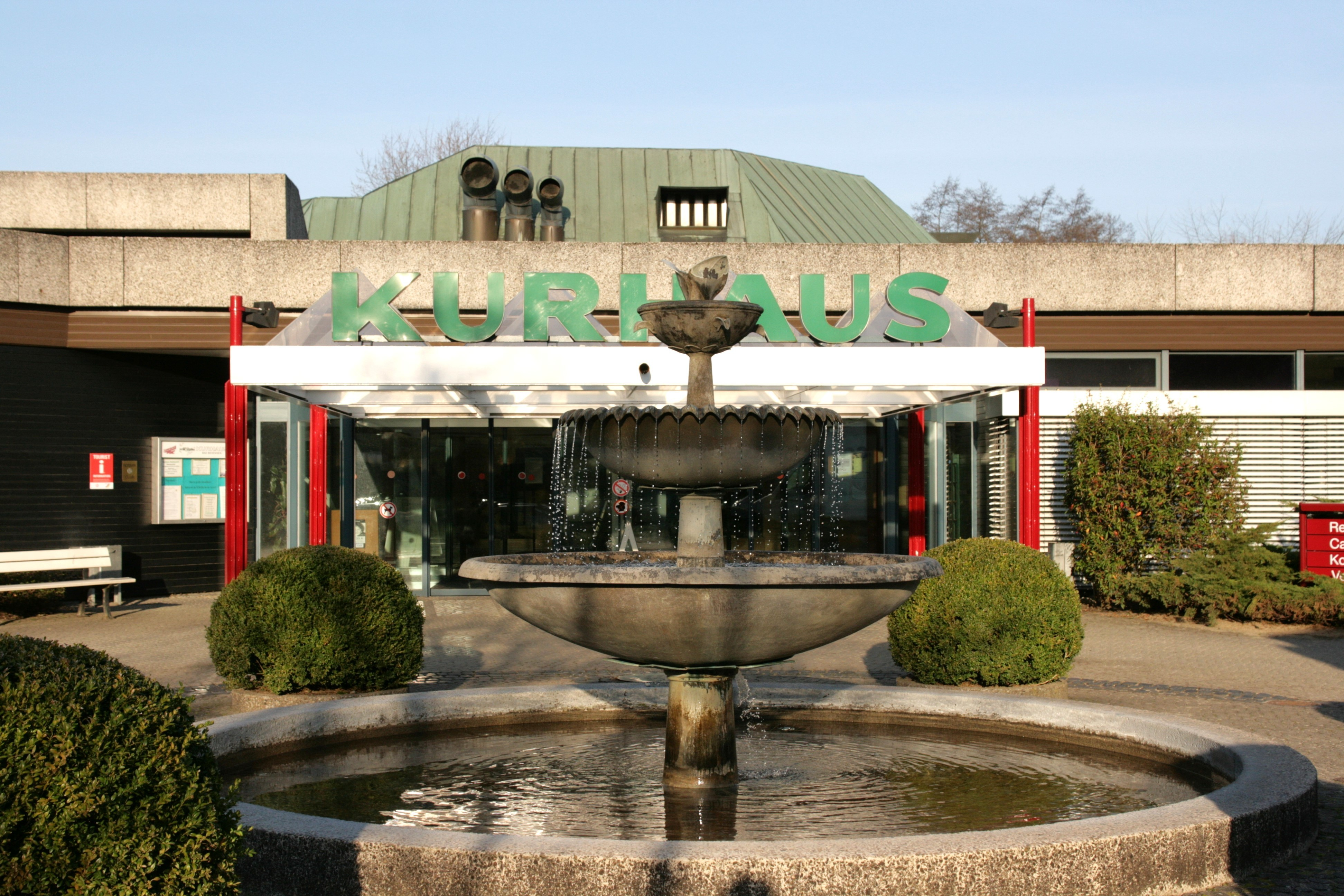
Altes Kurhaus im Kurpark
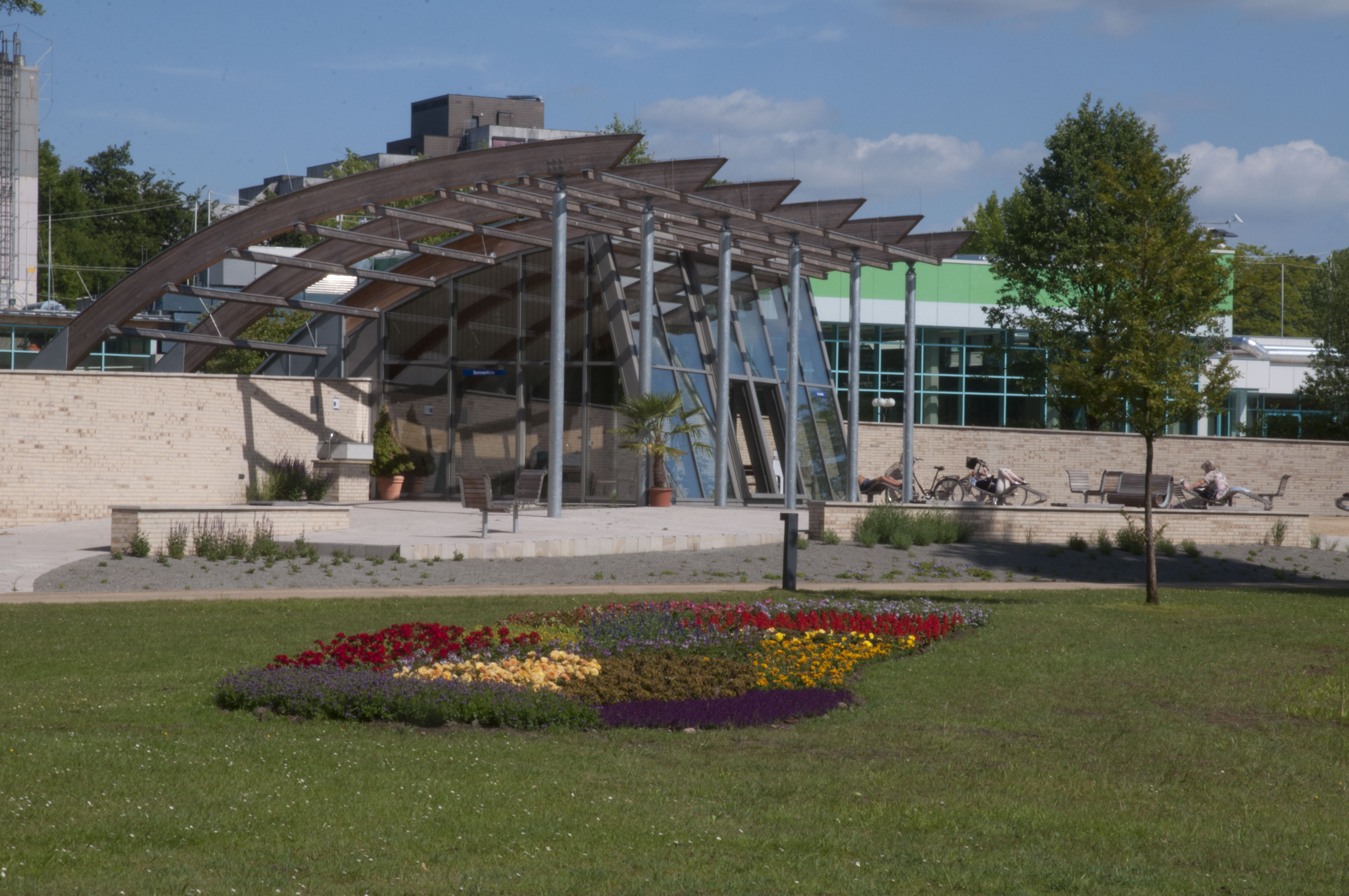
Die Sonnenfalle im Kurpark von Bad Bevensen
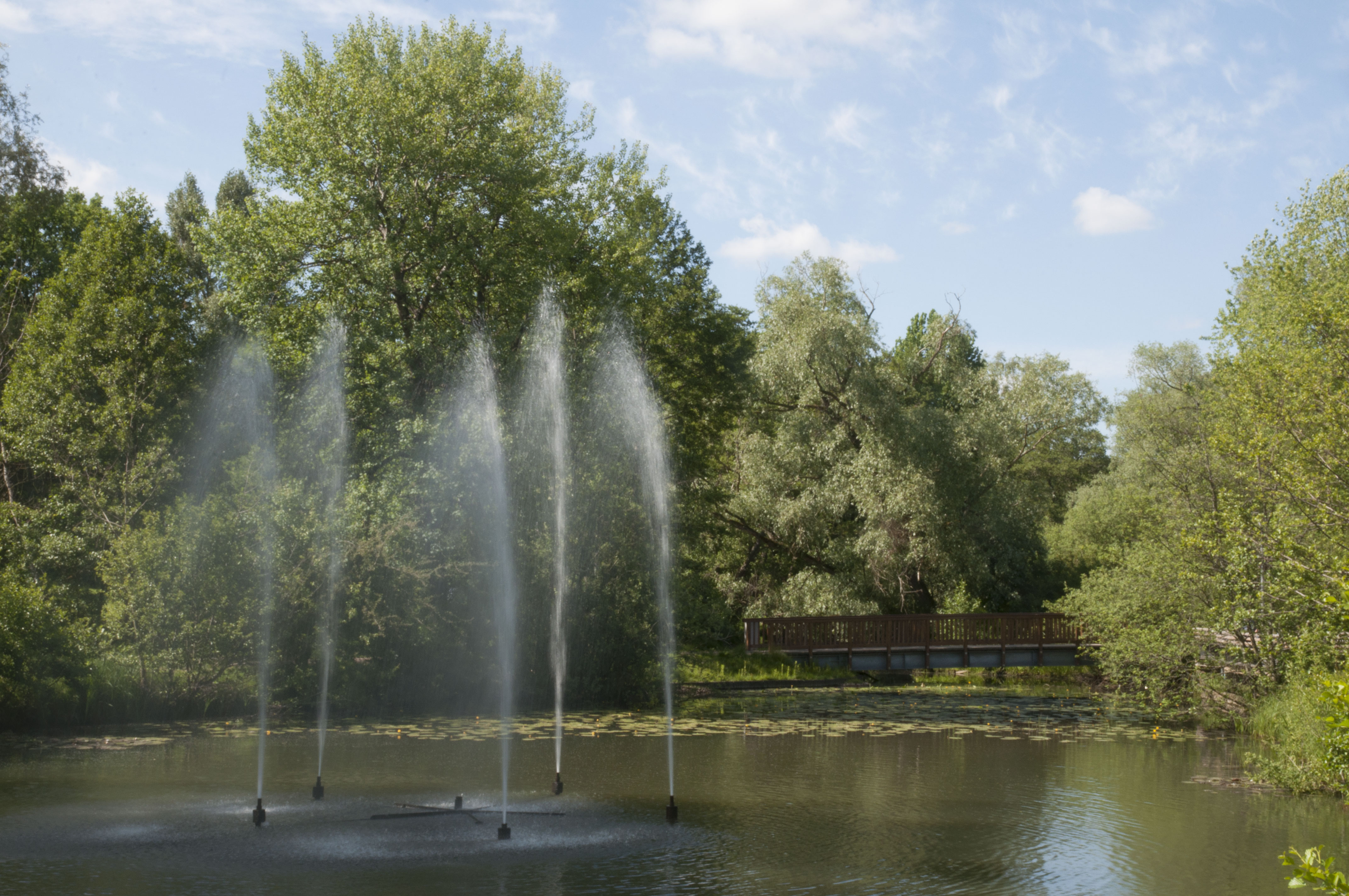
Fontänen im Kurpark von Bad Bevensen
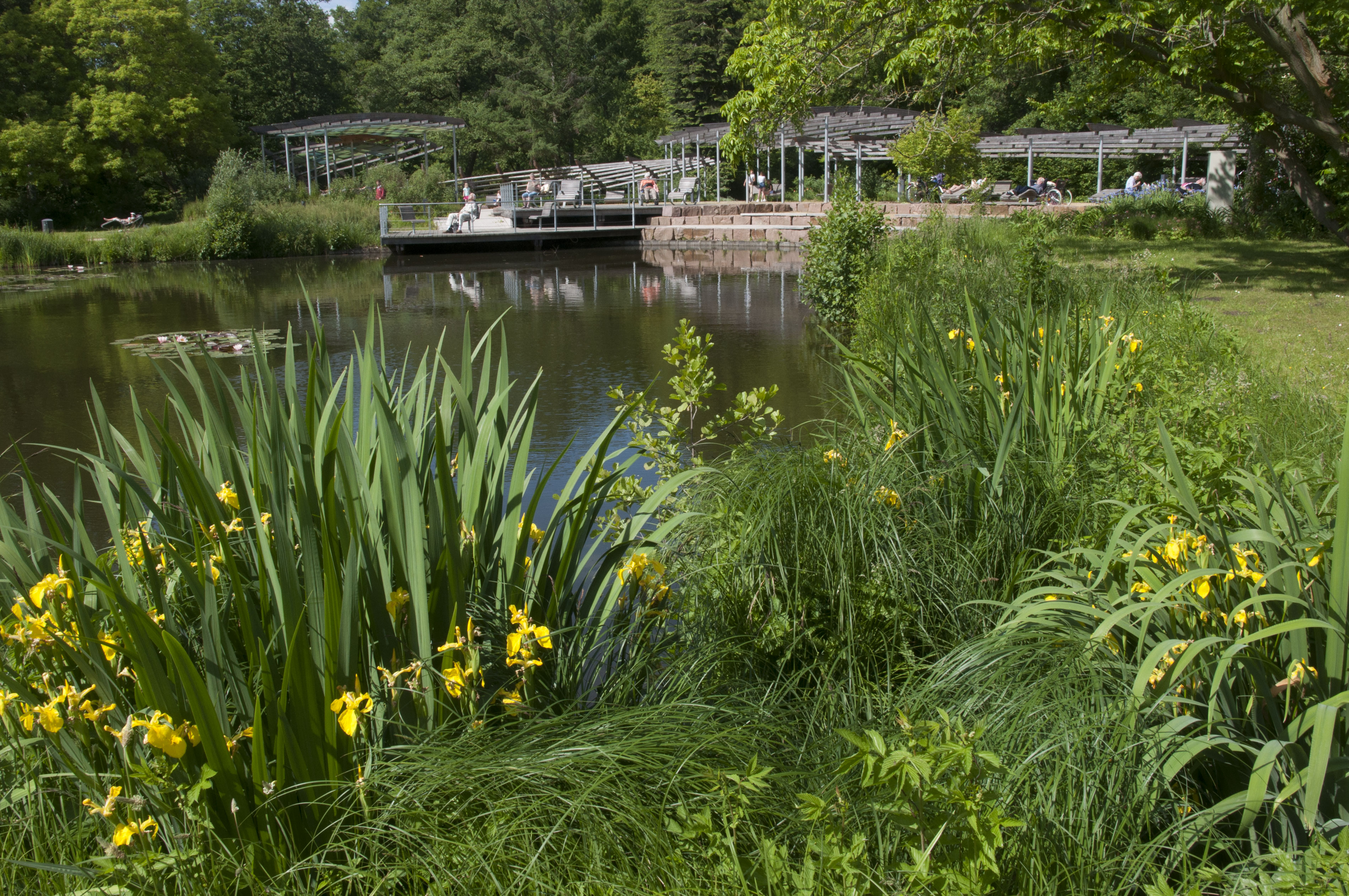
Schwertlilien an einem See im Kurpark von Bad Bevensen

### Eingemeindungen
Im Zuge der Gebietsreform in Niedersachsen, die am 1. Juli 1972 stattfand, wurden die Gemeinden Gollern, Groß Hesebeck, Jastorf, Klein Bünstorf, Klein Hesebeck, Medingen, Röbbel, Sasendorf und Seedorf eingegliedert.

### Ortsname
Frühere Ortsnamen von Bevensen waren in den Jahren 1162 beuenhusen, 1205 Bevenhusen, 1219 Hevenhusen, 1231 Bevenhusen, 1247 Bevenhusen und 1249 Bevenhusen. Der Ortsname ist abzuleiten aus Beven-husen. Die Grundlage ist ein Kurz- oder Lallname, wie bei einer Lautnachahmung, zum Beispiel bei Mama.

## Politik

### Rat
Der Rat der Stadt Bad Bevensen setzt sich aus 25 Ratsfrauen und Ratsherren zusammen.
- CDU: 9
- SPD: 6
- Grüne: 6
- FDP: 2
- BfB: 2

|        | CDU | SPD | WBB 1 | Grüne | FDP | RRP 2 | BfB 3 | Gesamt   |
| ------ | --- | --- | ----- | ----- | --- | ----- | ----- | -------- |
| 2006   | 9   | 8   | 3     | 2     | 1   | –     | –     | 23 Sitze |
| 2011   | 7   | 6   | 3     | 4     | –   | 1     | 2     | 23 Sitze |
| 2016 4 | 7   | 6   | 6     | –     | 1   | –     | 3     | 23 Sitze |
| 2018 4 | 6   | 3   | 1     | 12    | 1   | –     | 2     | 25 Sitze |
| 2021   | 9   | 6   | -     | 6     | 2   | -     | 2     | 25 Sitze |

Stadtratswahl 2016/2018
Der Bevenser Wahlausschuss hatte entschieden, Bündnis 90/Die Grünen von der Ratswahl auszuschließen, weil diese eine Kandidatenliste mit einer fehlerhaften Reihenfolge der Plätze 2, 4 und 6 eingereicht hatten. Bündnis 90/Die Grünen hatten gegen diese Nichtzulassung zur Wahl geklagt. Das  Verwaltungsgericht Lüneburg erklärte die Wahl zum Rat der Stadt Bad Bevensen vom 11. September 2016 für ungültig. Eine Neuwahl fand am 11. März 2018 statt, bei der Bündnis 90/Die Grünen mit 46,24 % der Stimmen die Wahl gewannen.
Letzte Kommunalwahl am 12. September 2021

### Städtepartnerschaften
- Hansestadt Demmin in Mecklenburg-Vorpommern (Patenstadt)
- South Molton in der englischen Grafschaft Devon

### Patenschaft
Die Stadt Bad Bevensen ist Pate des Minenjagdbootes der Deutschen Marine „Bad Bevensen“.

## Religion

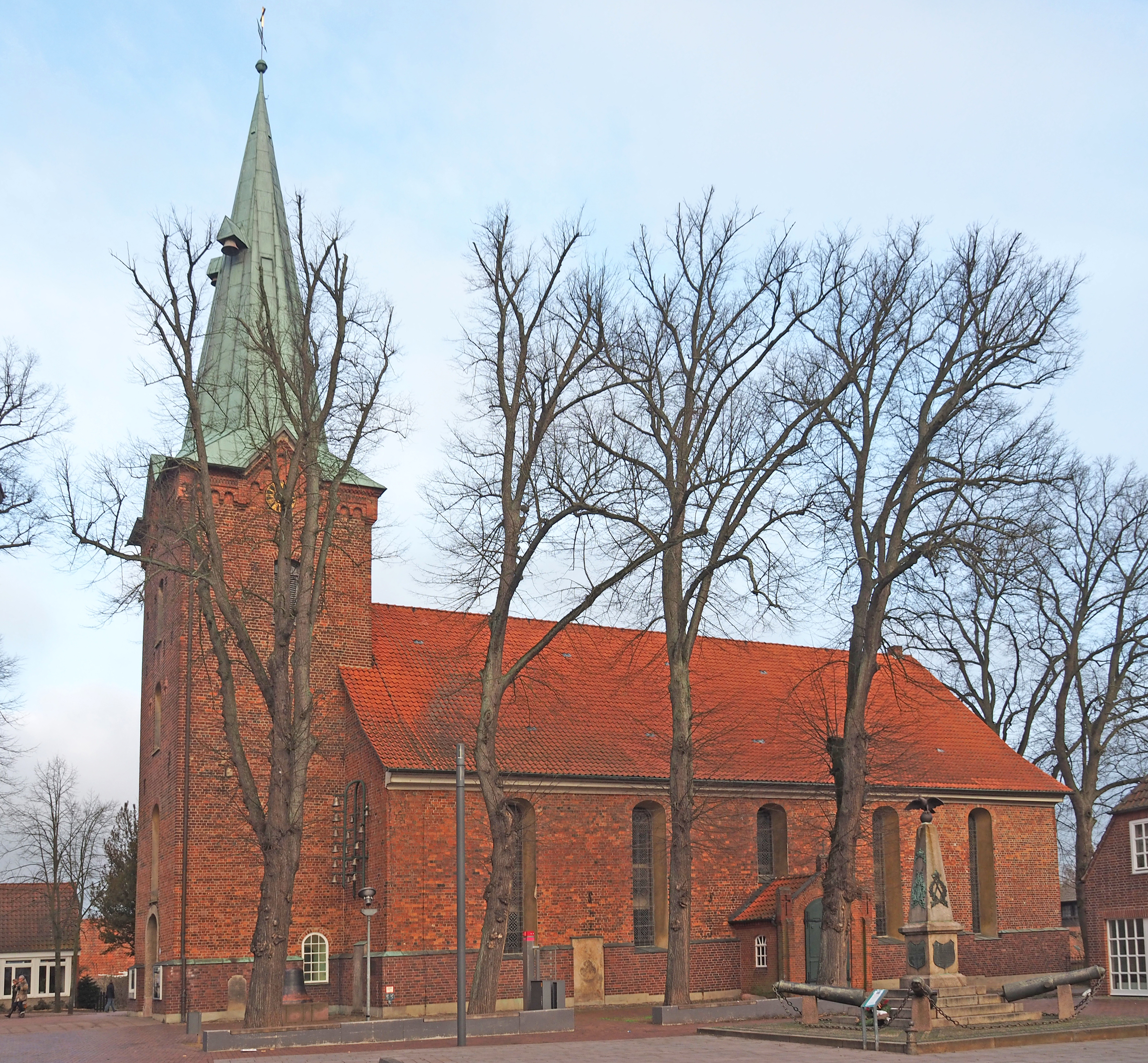
Dreikönigskirche

- Dreikönigskirche (evangelisch-lutherisch):

Dort, wo heute die evangelisch-lutherische Dreikönigskirche steht, entstand bereits im Jahre 833 eine kleine fränkische Taufkirche.
Knapp 200 Jahre später wurde sie in eine Kreuzkirche im romanischen Stil umgebaut, welche zu Zeiten der Reformation evangelisch wurde, 1734 aufgrund Baufälligkeit jedoch abgerissen werden musste.
Auch der Neubau der Kirche hielt nicht lange, da sie 1811 bei einem Großbrand bis auf die Grundmauern vernichtet wurde. Der darauf folgende Wiederaufbau ging nur sehr schleppend voran, da die finanziellen Mittel der Gemeinde zu der Zeit sehr knapp waren. Erst 1869 konnte die ev.-luth. Kirche komplett wiederhergestellt werden.
1953 bis 1955 fand ein Erweiterungsbau der Kirche statt. Es wurde eine Ehrenhalle für die Opfer des Zweiten Weltkriegs errichtet. Hinzu kam ein Gedenkbuch, in dem alle Namen der Opfer aus der Region aufgeführt wurden. Heute gehört die Kirchengemeinde zur Region Nord des Kirchenkreises Uelzen.

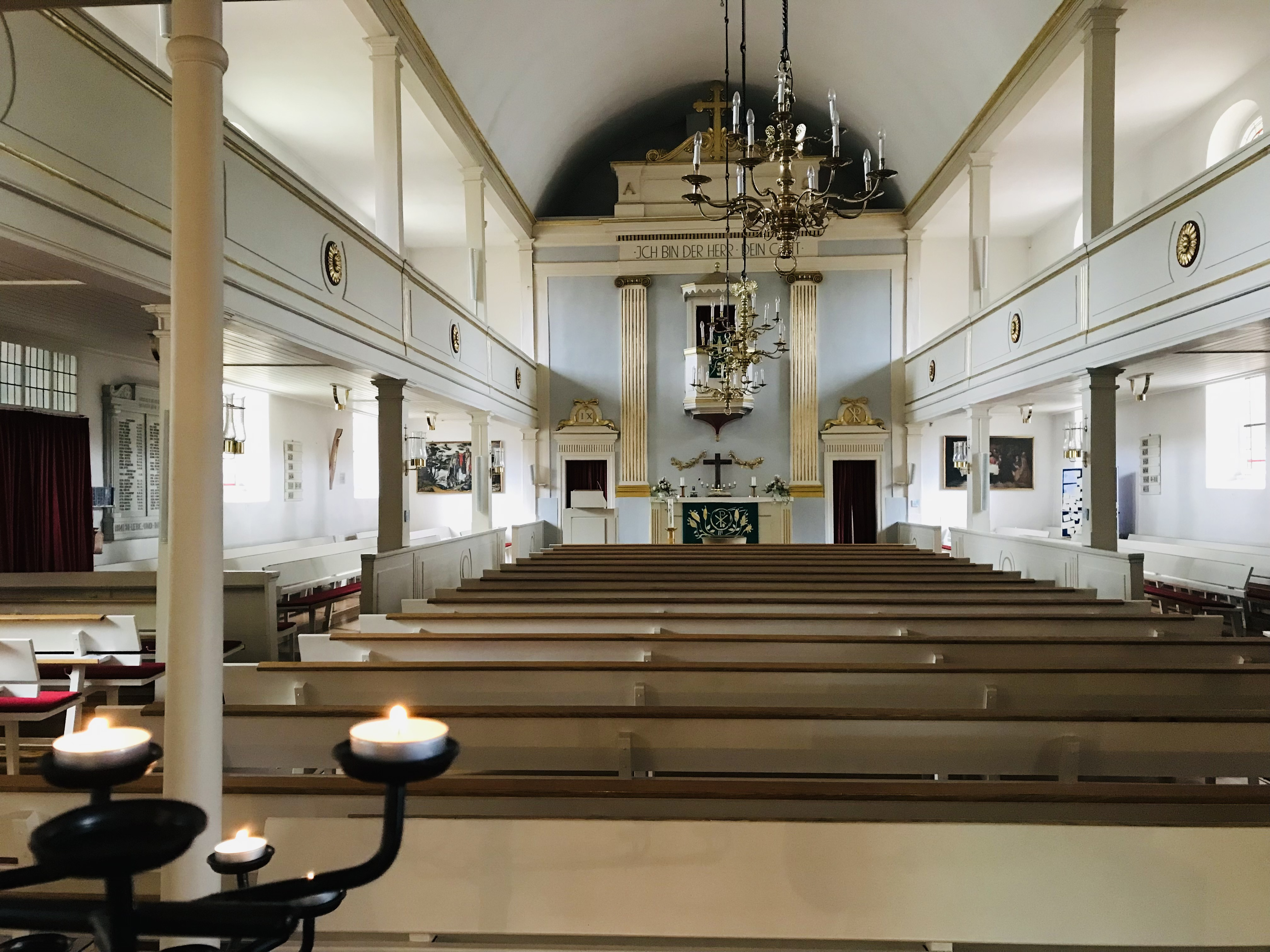
Innenraum der Dreikönigskirche

In der Frühmette am 1. Weihnachtstag 1842 erleuchteten erstmals die Bevenser Siebensterne der Gottesdienstbesucher die Kirche. Dieser Brauch hat sich bis heute erhalten. Von weit her kommen inzwischen die Gottesdienstbesucher. Da auch die Gäste diese besonders festliche Atmosphäre erleben wollen, gibt es „Siebenstern-Gottesdienste“ inzwischen auch an den Nachmittagen der Adventssonntage.
- St.-Joseph-Kirche (katholisch):

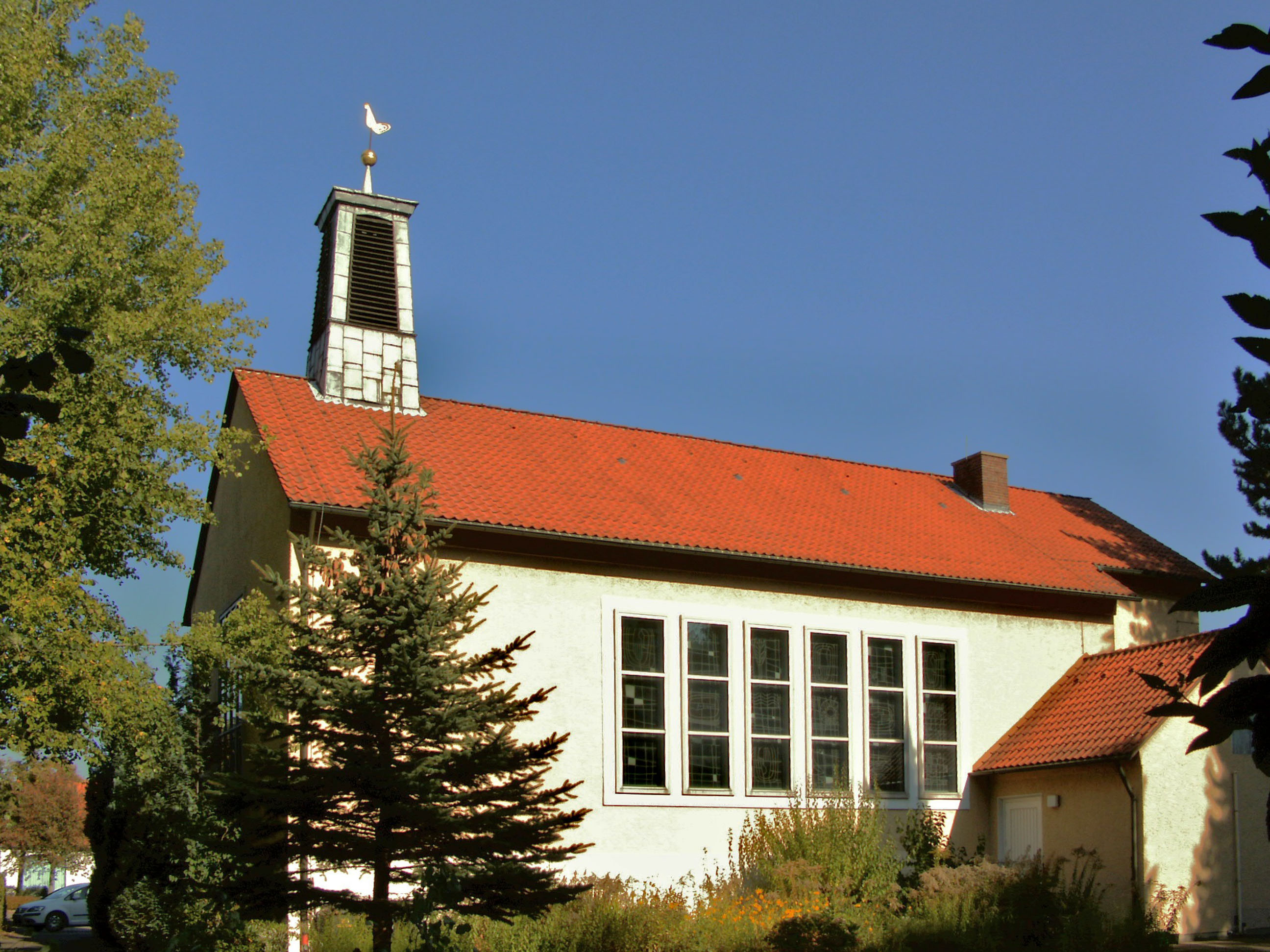
St.-Joseph-Kirche

Nachdem aus den politisch-religiösen Konsequenzen der Reformation jegliches katholische Leben in und um Bevensen erloschen war, nahm durch den Zuzug von Heimatvertriebenen  aus den ehemaligen Ostgebieten des Deutschen Reiches ab 1945 die Zahl der Katholiken zu. Daher wurde 1957 der Grundstein für die kath. St.-Joseph-Kirche in Bad Bevensen gelegt. Bereits im Dezember desselben Jahres wurde das von Josef Fehlig entworfene Gebäude feierlich eingeweiht. Es entstanden auch eine Pfarrbücherei und ein Verein junger Katholiken. Das bereits 1940 als Pfarrhaus angekaufte Fachwerkhaus wurde 1983 wegen Baufälligkeit abgerissen und durch das heute vor der Kirche stehende Gemeindehaus ersetzt.
Heute gehört die Kirche zur Pfarrgemeinde Zum Göttlichen Erlöser in Uelzen. Kirche und Pfarramt befinden sich in der Medinger Straße 36 a.
- Neuapostolische Kirche:

Nach dem Zweiten Weltkrieg kamen auch neuapostolische Christen in die Stadt. Die ersten Gottesdienste fanden 1946 statt, die Gemeinde zählte damals etwa 20 Gläubige.
Das erforderliche Grundstück für den Kirchenbau wurde 1959 erworben. Der Bau wurde 1964 abgeschlossen.
In den folgenden Jahrzehnten wuchs die Gemeinde neuapostolischer Christen weiter an, so dass 1992 ein Baugrundstück erworben wurde, auf dem 1994 die neue größere Kirche eingeweiht wurde (Am Osterbeck 1). Diese wird heute immer noch für Gottesdienste und Seelsorge u. a. genutzt. Die bisherige Kirche in der Ortsmitte von Bad Bevensen wurde verkauft und abgerissen, das Grundstück mit einem profanen Gebäude bebaut. Heute gehört die Gemeinde Bad Bevensen zum Bezirk Lüneburg.

## Kultur und Sehenswürdigkeiten

### Museum Schliekau
Eine der größten Privatsammlungen in Deutschland, mit Exponaten aus der Vor- und Frühgeschichte der Region, hat Familie Schliekau in zehn Räumen ihres Hauses in Bad Bevensen untergebracht. Sie werden ergänzt um Hausrat, Musikinstrumente, Gegenstände des Handwerks und Waffen aus der ganzen Welt.

### Kulturkino
Ein Verein betreibt einmal im Monat ein Kulturkino. Veranstaltungsort ist die Aula der Kooperativen Gesamtschule (KGS).

## Verkehr

### Bahnverkehr
Der Bahnhof Bad Bevensen liegt an der Bahnstrecke Lehrte–Hamburg-Harburg–Cuxhaven. Ungefähr im Stundentakt verkehren Züge des Metronom zwischen Hamburg und Uelzen über Bad Bevensen, alle zwei Stunden fahren die Züge von Uelzen weiter nach Celle und über die Bahnstrecke Hannover–Celle nach Hannover. Vereinzelt halten auch Züge der ICE-Linie 26 in Bad Bevensen.

### Straßenverkehr

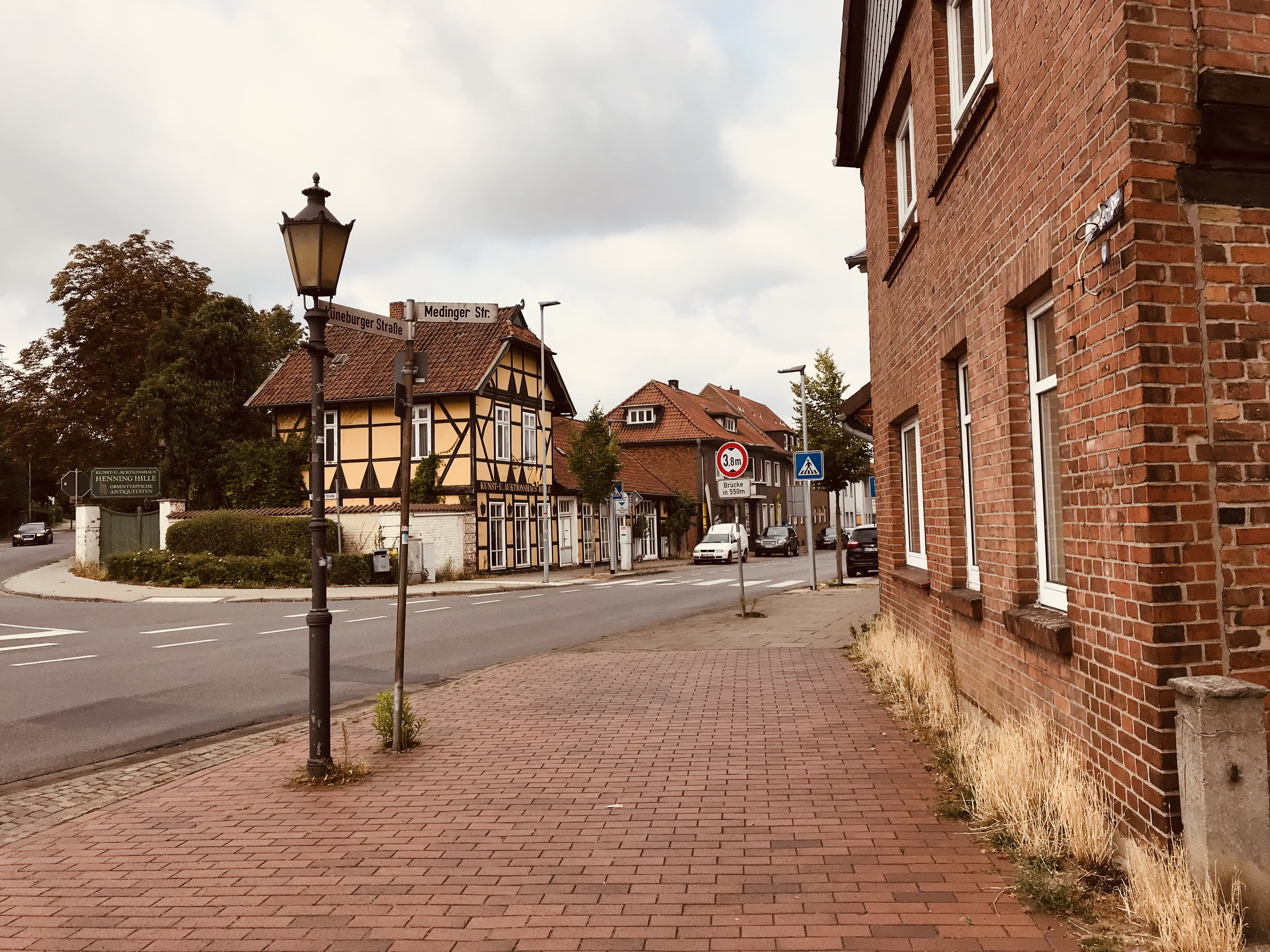
Ortsdurchfahrt Medinger Straße

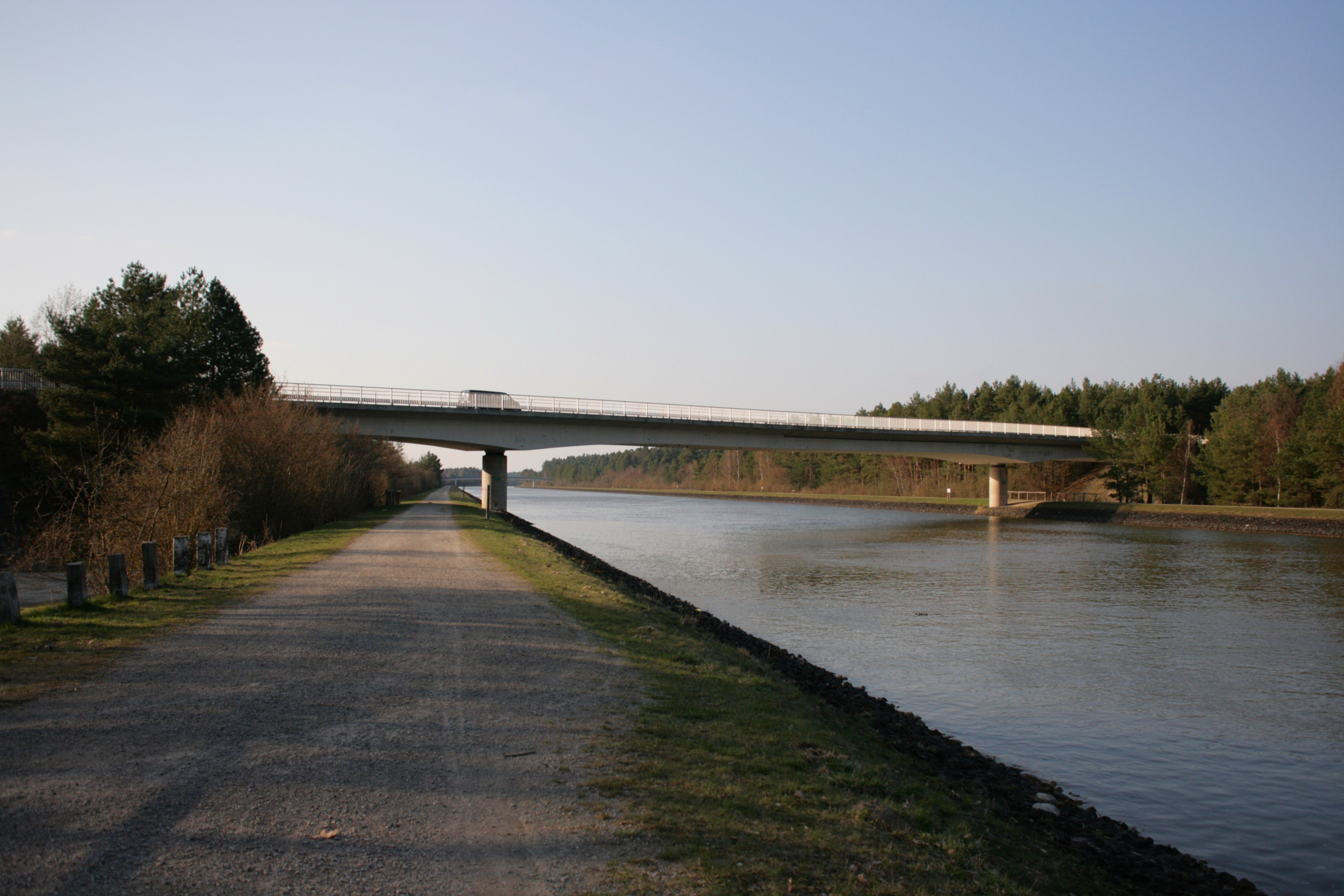
Elbe-Seitenkanal in Bad Bevensen

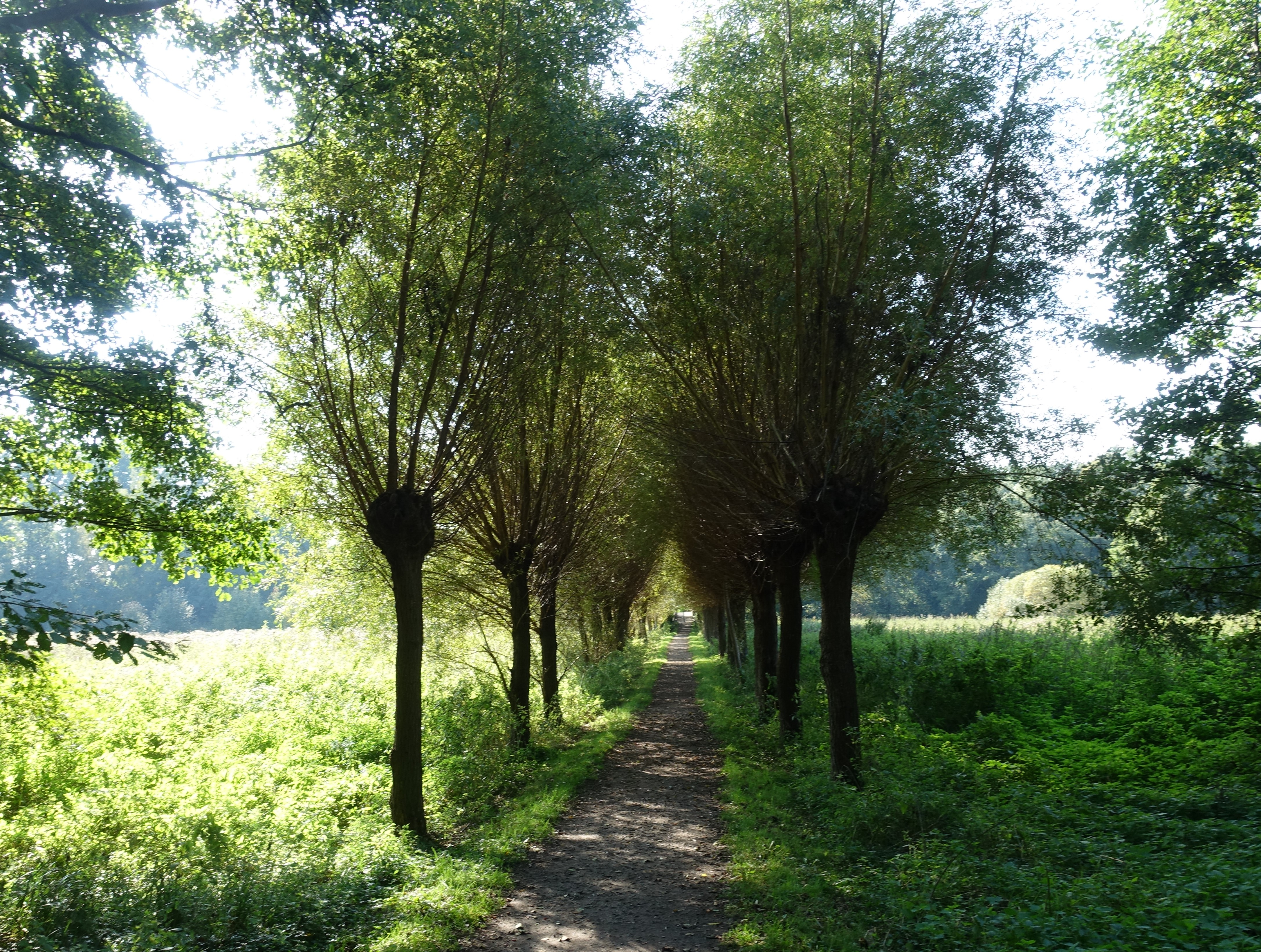
Allee in Bad Bevensen

Bad Bevensen liegt etwa drei Kilometer östlich der B 4 an der L 252. Etwa vier Kilometer östlich von Bad Bevensen soll die A 39 von Lüneburg nach Wolfsburg gebaut werden.

### Regionaler Busverkehr
Im regionalen Busverkehr wird Bad Bevensen von mehreren Linien in alle Richtungen angebunden. Es gelten die Preise des Haller Busbetriebs, welcher vom Landkreis Uelzen beauftragt wurde. Momentan gilt der HBB-Tarif der Verkehrsgemeinschaft Nordost-Niedersachsen. Ehrenamtlich unterstützt fährt ein Bürgerbus.

### Flugverkehr
Der nächste internationale Flughafen ist der Flughafen Hamburg in Fuhlsbüttel.
Der nächste Sportflughafen liegt in Barnsen und gehört dem Flugsportverein Cumulus Uelzen e. V. und bietet auch für anderweitige Personen Flüge an.

## Schulen
In Bad Bevensen gibt es folgende Schulen:
- Waldschule, eine Grundschule
- Fritz-Reuter-Schule, eine Kooperative Gesamtschule (KGS)
Die Fritz-Reuter-Schule hat ihren Namen von dem mecklenburgischen Schriftsteller Fritz Reuter (1810–1874). Mit fast 2000 Schülern ist die an der Klein Bünstorfer Straße liegende Schule die größte im gesamten Landkreis Uelzen und eine der größten allgemeinbildenden Schulen des Bundeslandes
- Pflege- und Physiotherapieschule am Herz- und Gefässzentrum.

## Söhne und Töchter der Stadt
- Hans Stern (unbekannt–1614), Buchdrucker in Lüneburg, Von Stern’sche Druckerei
- Otto Conrad Hahn (* um 1756–1804), Verwaltungsjurist und Kaufmann, im Ortsteil Medingen geboren
- Christian Friedrich Ludwig Albinus (1771–1837), hoher Zollbeamter (Justizrat) in Lauenburg, Gründer der Spar- und Leihe-Casse im Herzogtum Lauenburg, Philanthrop, Mäzen
- Carl Levin Klop (1804–1840), evangelischer Pastor, Lehrer, Inspektor der Hofschule in Hannover und Schloßkantor[26]
- Georg von Cölln (1837–1908), Unternehmer
- Theodor Meyer (1882–1972), Mathematiker, Physiker und Lehrer
- Ludwig Ehlers (1901–1973), Politiker (CDU), Bürgermeister, Mitglied des Niedersächsischen Landtags, Funktionär des Seilerhandwerks
- Hermann Meyer (1923–1995), Politiker (NSDAP, SPD), Bürgermeister von Bevensen und MdL
- Helmut Dau (1926–2010), Jurist
- Friedhelm Werremeier (1930–2019), Schriftsteller
- Wolfgang Estorf (* 1936), Generalmajor der Bundeswehr
- Eckardt Opitz (1938–2025), Offizier und Historiker
- Gerhard Schulze (1939–2015), Politiker (CDU), Landrat des Kreises Uelzen
- Klaus Semsroth (* 1939), Architekt und Stadtplaner
- Wilhelm Wallmann (* 1941), Politiker (CDU) und Bürgermeister der Landeshauptstadt Wiesbaden
- Kurt Lüdecke (1942–2014), Boxer
- Ilse Falk (1943–2024), Politikerin (CDU) und MdB
- Dirk Fischer (* 1943), Politiker (CDU) und MdB
- Ingrid Klopp (1943–2024), deutsche Politikerin (CDU) und MdL
- Peter Winkler von Mohrenfels (1943–2024), Jurist und Hochschullehrer
- Alf Zimmer (* 1943), Psychologe
- Jörg Sennheiser (* 1944), Unternehmer
- Ulrich Sinn (* 1945), Professor für Klassische Archäologie
- Joachim Eigenherr (* 1947), Leichtathlet
- Georg Meyer (* 1948), Zahnmediziner, Hochschullehrer und Verbandspräsident
- Volker Bescht (* 1951), Brigadegeneral der Bundeswehr
- Heinrich Lange (* 1955), Vizeadmiral der Deutschen Marine
- Hans-Otto Schrader (* 1956), Manager, Vorstandsvorsitzender der Otto Group
- Bodo von Plato (* 1958), Anthroposoph, Autor, Herausgeber, 2001 bis 2018 Vorstandsmitglied der Allgemeinen Anthroposophischen Gesellschaft am Goetheanum in Dornach (Schweiz).
- Lukas Radbruch (* 1959), Palliativmediziner und Hochschullehrer
- Andrea Zeeb-Lanz (* 1960), Archäologin
- Heinz Strunk (* 1962), Schriftsteller und Humorist
- Jan-Dietrich Janssen (* 1963), Theologe, 2008–2017 Bischof der Ev.-Luth. Kirche in Oldenburg
- Wilfried Peters (* 1963), Richter, Leiter des Verfassungsschutzes Brandenburg
- Jörg Hillmer (* 1966), Politiker, Mitglied im Niedersächsischen Landtag
- Almut Höfert (* 1967), Mittelalterhistorikerin
- Christian Dexne (* 1971), Sportmoderator (ARD/RBB)